# Morning Musume Concert Tour 2007 Spring ~Sexy 8 Beat~
Albums de Morning Musume
Concert Tour 2006 Aki
(2007) Concert Tour 2007 Aki
(2008)
Morning Musume Concert Tour 2007 Spring ~Sexy 8 Beat~ (モーニング娘。コンサートツアー2007春 ~SEXY8ビート~) est une vidéo musicale (DVD) du groupe de J-pop Morning Musume, la seizième d'un concert du groupe.

## Présentation
La vidéo sort au format DVD le 4 juillet 2007 au Japon sous le label zetima (elle sera rééditée au format Blu-Ray le 6 novembre 2013). Le DVD atteint la 5e place à l'Oricon, et reste classé pendant sept semaines, pour un total de 9 969 exemplaires vendus durant cette période.
Le concert avait été filmé deux mois auparavant, le 6 mai 2007, dans la salle Saitama Super Arena, en promotion de l'album Sexy 8 Beat sorti un mois et demi auparavant, dont neuf des titres sont interprétés. Treize titres sortis en singles par le groupe (dont quatre en "face B") sont interprétés, dont trois dans un medley. Sept des titres ne sont interprétés que par quelques membres du groupe, dont deux en solo par Ai Takahashi et Hitomi Yoshizawa. L'une des membres, Koharu Kusumi, interprète en solo la chanson de son troisième single sorti en tant que Tsukishima Kirari starring Kusumi Koharu ; une autre, Miki Fujimoto, interprète également en solo la chanson en "face B" de son single solo Boyfriend sorti en 2002.
C'est le concert de graduation de Hitomi Yoshizawa, au terme duquel elle quitte officiellement le groupe pour se consacrer à son nouveau groupe Ongaku Gatas, toujours dans le cadre du Hello! Project.

### Membres
- 4e génération : Hitomi Yoshizawa
- 5e génération : Ai Takahashi, Risa Niigaki
- 6e génération : Miki Fujimoto, Eri Kamei, Sayumi Michishige, Reina Tanaka
- 7e génération : Koharu Kusumi
- 8e génération : Aika Mitsui

## Liste des titres
| 1.  | Opening (présentation) |  |
| 2.  | Genki+ (元気+) (de l'album Sexy 8 Beat)                                                                                              |  |
| 3.  | Egao Yes Nude (笑顔YESヌード) (de l'album Sexy 8 Beat)                                                                               |  |
| 4.  | VTR - Member Introduction (présentation)                                                                                             |  |
| 5.  | MC 1 (présentation) |  |
| 6.  | Popcorn Love! (ポップコーンラブ!) (du single Mr. Moonlight ~Ai no Big Band~)                                                         |  |
| 7.  | Sukiyaki (すき焼き) (de l'album Ai no Dai 6 Kan)                                                                                     |  |
| 8.  | Odore! Morning Curry (踊れ! モーニングカレー) (du single Aruiteru)                                                                   |  |
| 9.  | Dekiru Onna (出来る女) (par Yoshizawa, Kamei, Michishige, Mitsui) (du single Ai Araba It's All Right)                                |  |
| 10. | MC 2 (présentation) |  |
| 11. | Shanimuni Paradise (シャニムニ パラダイス) (par Takahashi, Niigaki, Fujimoto, Tanaka) (de l'album Sexy 8 Beat)                       |  |
| 12. | Happy☆彡 (ハッピー☆彡) (par Koharu Kusumi) (de son album Kirarin Land en tant que Tsukishima Kirari starring Kusumi Koharu)          |  |
| 13. | Haru Beautiful Everyday (春 ビューティフル エブリディ) (par Kamei et Mitsui) (de l'album Sexy 8 Beat)                                |  |
| 14. | Ai×Anata≧Suki (雪/愛×あなた≧好き) (par Ai Takahashi) (de l'album 7.5 Fuyu Fuyu Morning Musume Mini!)                                 |  |
| 15. | MC 3 (présentation) |  |
| 16. | Takara no Hako (宝の箱) (par Shige-pink et Koha-pink) (de l'album Sexy 8 Beat)                                                       |  |
| 17. | Osananajimi (幼なじみ) (par Miki Fujimoto) (de son single Boyfriend)                                                                 |  |
| 18. | Tsuugaku Ressha (通学列車) (par Yoshizawa, Takahashi, Niigaki, Fujimoto, Kamei, Michishige, Tanaka) (du single Happy Summer Wedding) |  |
| 19. | Mirai no Taiyou (未来の太陽) (de l'album Sexy 8 Beat)                                                                                |  |
| 20. | VTR ~ "MC Gaki no Shinya no Midnight Love Letter" (VTR ~「MC GAKIの深夜のミッドナイトラブレター」)                                   |  |
| 21. | Kanashimi Twilight (悲しみトワイライト) (de l'album Platinum 9 Disc)                                                                 |  |
| 22. | Roman ~My Dear Boy~ (浪漫 ~MY DEAR BOY~) (de l'album Ai no Dai 6 Kan)                                                                |  |
| 23. | Aruiteru (歩いてる) (de l'album Sexy 8 Beat)                                                                                         |  |
| 24. | MC 4 (présentation) |  |
| 25. | Medley: Love Machine/The Peace!/Renai Revolution 21 (メドレー~LOVEマシーン→ザ☆ピ～ス!→恋愛レボリューション21)(3rd/4th)               |  |
| 26. | Sono Deai no Tame ni (その出会いのために) (par Hitomi Yoshizawa) (de l'album Sexy 8 Beat)                                            |  |
| 27. | MC 5 (présentation) |  |
| 28. | I Wish (I WISH) (de l'album Best! Morning Musume 1)                                                                                  |  |
| 29. | MC 6 (présentation) |  |
| 30. | Be Positive! (BE ポジティブ!) (de l'album Sexy 8 Beat)                                                                               |  |
| 31. | MC 7 (présentation) |  |
| 32. | Koko ni Iruzee! (ここにいるぜぇ!) (de l'album No.5)                                                                                  |  |
| 33. | Aozora ga Itsumademo Tsuzuku You na Mirai de Are! (青空がいつまでも続くような未来であれ!) (de l'album Rainbow 7)                     |  |

| 1. | Kirakira Fuyu no Shiny G (キラキラ冬のシャイニーG) (par Reina Tanaka) (de l'album 7.5 Fuyu Fuyu Morning Musume Mini!) |  |
| 2. | "MC Gaki no Shinya no Midnight Love Letter" Afternoon VTR (「MC GAKIの深夜のミッドナイトラブレター」VTR未公開版)      |  |
| 3. | Member Interviews (メンバーインタビュー)                                                                              |  |